# Jakub Strzelecki
Jakub Tobiasz Strzelecki OFM (ur. 25 stycznia 1985 w Bielsku-Białej) – polski duchowny katolicki, franciszkanin (bernardyn), aktor.

## Życiorys
Jest absolwentem Wydziału Aktorskiego PWSFTviT w Łodzi. W latach 2000–2014 był aktorem Teatru „Druga Strefa” w Warszawie.
W 2014 roku wstąpił do zakonu Ojców Bernardynów, odbywając postulat w Warcie pod Sieradzem, a następnie nowicjat w Leżajsku, gdzie przyjął imię Tobiasz. We wrześniu 2016 złożył pierwsze śluby zakonne. Studiował w Wyższym Seminarium Duchownym oo. Bernardynów w Kalwarii Zebrzydowskiej, gdzie 4 października 2020 roku złożył śluby wieczyste. W 2021 z rąk bpa Roberta Chrząszcza, biskupa pomocniczego archidiecezji krakowskiej, w bazylice Matki Bożej Anielskiej w Kalwarii Zebrzydowskiej przyjął święcenia diakonatu. 17 czerwca 2022 z rąk bpa Roberta Chrząszcza w bazylice kalwaryjskiej przyjął święcenia prezbiteratu i został skierowany do pracy w klasztorze w Leżajsku. W sierpniu 2022 roku pod jego opiekę trafiły kościoły filialne w Hucisku oraz Maleniskach.
W latach 2017–2022 wcielał się w rolę Jezusa podczas misteriów pasyjnych w Kalwarii Zebrzydowskiej w okresie Wielkiego Tygodnia.

## Filmografia
- 2005: Wizyta
- 2006–2007: Dwie strony medalu – jako Sebastian Żelazek
- 2006: Mewa
- 2006: Pustka
- 2007: Life Is Life
- 2007: Tam, gdzieś wysoko
- 2008: Czas honoru (odc. 2–3)
- 2008: Flesz
- 2008: Pora mroku – jako Rafał „Raffi” Zarzycki
- 2008: Redeo
- 2009: 39 i pół – jako student Jacek (odc. 22, 29)
- 2009: Czas honoru – jako „Długi”, współpracownik Bronka (odc. 15–16)
- 2009: Miasto z morza (serial telewizyjny) – jako Krzysztof Grabień
- 2009: Miasto z morza (film) – jako Krzysztof Grabień
- 2009: Teraz albo nigdy! – jako Tomek (odc. 33–34, 36–41)
- 2009: Samo życie – jako Stanisław Wroński, sensej sztuki walki karate, potem także informatyk w redakcji gazety „Samo Życie”, przyjaciel Marii Majewskiej i adorator pielęgniarki Barbary Strzeleckiej, potem jej mąż
- 2010: Milczenie jest złotem – jako przechodzeń
- 2010: Na dobre i na złe – jako Arek Kret (odc. 425)
- 2011: Prosto w serce – jako Mariusz (odc. 38–41)
- 2011: M jak miłość – jako Dariusz Roszkowski (odc. 835, 837)